# 윈도우 서버 2008
윈도우 서버 2008(Windows Server 2008)은 윈도우 비스타가 지원하는 새로운 네트워크 및 관리 도구들과 완전히 호환되는 새로운 버전의 윈도우 서버 운영 체제이다. 닷넷 프레임워크 3.0과 인터넷 정보 서비스 7.0 등 새로운 구성 요소들이 새롭게 포함되었으며 코어 모드의 도입으로 종전의 윈도우 서버 운영 체제들과는 다른 모습을 보여주는 것이 특징이다. 윈도우 서버 2008의 가명은 윈도우 서버 롱혼이다. 윈도우 서버 2008은 2008년 2월 4일에 제조업체에 공개되었으며, 일반 사용자들에게는 2008년 2월 27일에 공식 발표하였다.

## 기능

### 서버 코어
윈도우 서버 2008은 기본적으로 윈도우 서버 2003 및 윈도우 서버 2003 R2에서 보여주었던 역할 기반 서버 구성 방식 말고도 서버 코어를 새롭게 도입하였다. 서버 코어는 윈도우 서버 2008을 서버 시스템으로 사용할 수 있게 하기 위하여 필요한 구성 요소만을 시스템에 설치하는 방식을 뜻한다. 서버 코어에는 윈도우 탐색기, 인터넷 익스플로러, 윈도우 미디어 플레이어와 같은 구성 요소들이 모두 제거되어 있으며 심지어 윈도우 운영 체제의 트레이드 마크라 할 수 있는 시작 메뉴와 작업 표시줄을 포함하는 윈도우 바탕 화면까지 제거되어 있다. 서버 코어로 설치된 윈도우 서버 2008에 로그인하는 경우 사용자는 명령 줄 인터프리터 창을 통하여 모든 작업을 수행하여야 한다. 또한 서버 코어를 실행하는 도중에는 자동으로 터미널 서비스가 개방되어 모니터 및 화면 표시 단말 장치 없이 원격지에서 제어하는 것이 가능하도록 되어있다. 베타 3 버전에 포함된 서버 코어의 경우 닷넷 프레임워크가 제거되어 있으며, 인터넷 익스플로러가 존재하지 않기 때문에 베타 3 버전의 서버 코어 모드에서 닷넷 프레임워크를 직접 설치하지 못한다.

### 액티브 디렉터리 역할
액티브 디렉터리의 역할은 액티브 디렉터리 도메인 서비스(ADDS)라는 이름을 가지게 되었다.

### 터미널 서비스
윈도우 서버 2008에서는 터미널 서비스 기능이 주된 업그레이드 항목이다. 터미널 서비스는 드디어 원격 데스크톱 프로토콜 6.0을 지원한다.

### 서버 관리자
서버 관리자는 윈도우 서버 2008을 위한 새로운 역할 기반의 관리 도구이다.

### 기타 기능
- 코어 운영체제 개선
- 액티브 디렉터리 개선
- 정책 관련 개선
- 디스크 관리 및 파일 보관 개선
- 프로토콜 개선
- 클라이언트 측면 강화 개선

## 제품 종류
윈도우 서버 2008 R2는 기존 윈도우 서버 2008에 몇가지 에디션을 추가하였다.
- 윈도우 서버 2008 스텐다드 에디션 (x86 및 x64)
- 윈도우 서버 2008 엔터프라이즈 에디션 (x86 및 x64)
- 윈도우 서버 2008 데이터센터 에디션 (x86 및 x64)
- 윈도우 웹 서버 2008 (x86 및 x64)
- 윈도우 스토리지 서버 2008 (x86 및 x64)
- 윈도우 스몰 비즈니스 서버 2008 ("Cougar") (x64)
- 윈도우 이센셜 비즈니스 서버 2008 ("Centro") (x64)[3]
- 윈도우 서버 2008 아이테니엄 기반 시스템
- 윈도우 HPC 서버 2008(윈도 컴퓨트 클러스터 서버 2003에서 넘어옴)
- 윈도우 서버 2008 파운데이션 서버(윈도 서버 2008 R2에서 출시 예정, x64)
- 윈도우 스토리지 서버(OEM 전용, x64)

서버 코어(Server Core)는 스텐다드, 엔터프라이즈, 데이터센터 에디션에서 사용할 수 있다. 웹 에디션이나 아이테니엄 에디션에서는 서버 코어를 지원하지 않는다. 베타 3에서 각 에디션은 별도의 평가 DVD를 갖추고 있다.

## 업그레이드 지원 중단
윈도우 서버 2008은 윈도우 NT 4.0, 및 윈도우 2000에서 업그레이드를 할 수 없으므로 최소 윈도우 서버 2003/2003 R2 및 x64 Edition 이상이 필요하다.

## 윈도우 서버 2008 R2
윈도우 서버 2008 R2는 2009년 10월 22일에 출시되었다. 윈도 서버 2008 R2는 7월 22일 RTM에 도달했고, NT 6.1 기반이기 때문에 내부적으로 윈도우 7과 유사하다. 새 기능엔 새로운 가상화 기능과 새로운 액티브 디렉터리, 인터넷 정보 서비스 7.5, 그리고 256 프로세서 지원이 포함되어 있다. 제거된 기능은 32 비트 프로세서 지원, 하드디스크에서 MBR 부팅이 포함되어 있다. 2009년 7월 23일 마이크로소프트는 공식적으로 윈도우 서버 2008 R2과 윈도우 7 모두 RTM으로 출시되었음을 발표했다. 윈도우 서버 블로그에 따르면, RTM 빌드는 8월 14일에 테크넷 및 MSDN 사용자에게 배포될 예정이다.

## 같이 보기
- 마이크로소프트 윈도우의 역사
- 운영체제 목록
- 마이크로소프트 서버